# Iso-Poikimo
Iso-Poikimo är en sjö i kommunen S:t Michel i landskapet Södra Savolax i Finland. Arean är 42 hektar och strandlinjen är 4,53 kilometer lång. Sjön  ingår i Kymmene älvs huvudavrinningsområde.   Den ligger omkring 54 kilometer norr om S:t Michel och omkring 250 kilometer norr om Helsingfors. 